# 東洋音響
有限会社東洋音響（とうようおんきょう）は日本の映画音響効果制作プロダクション。

## 概要
日活効果係の流れを汲む東洋音響効果グループを母体とし、1988年に設立。現在は東宝スタジオに専用のダビングルームを置いている。
同年に設立された東洋音響カモメ（現：カモメファン）は、祖を同じくする別会社である。

## 主な所属スタッフ
- 佐々木英世
- 渡部健一（カモメファン→）
- 西村洋一（カモメファン→）
- 朝倉三紀子 ※選曲家 兼
- 齋藤優希

### 元所属スタッフ
- 帆苅幸雄（→フリー）
- 小川広美（→大泉音映）
- 丹雄二（→サウンドボックス→フリー）
- 岡瀬晶彦（→フリー）

## 主な担当作品

### 映画
- 平成ゴジラシリーズ（『ゴジラvsモスラ』以降）

### ビデオ映画
- 殺しのメロディ（1990年、東映Vシネマ）※佐々木英世担当
- 襲撃 BURNING DOG（1991年、東映Vシネマ）※佐々木英世担当
- 2人のマジカル・ナイト（1991年、東映ヤングVシネマ）※佐々木英世担当
- 白昼の処刑（1992年、東映Vシネマ）※佐々木英世担当
- 悪徳の勲章（1992年、東映Vシネマ）※佐々木英世担当
- 暗黒街の勲章 マニラ極道戦争（1992年、東映Vシネマ）※佐々木英世担当
- もっと過激 ふざけんじゃあネェ!（1994年、東映Vシネマ）※小川広美担当
- ザ・格闘王（1994年、東映Vシネマ）※帆苅幸雄担当
- くどき屋ジョー（1994年、東映Vシネマ）※佐々木英世担当
- 修羅がゆく（1995年、東映Vシネマ）※佐々木英世担当
- 修羅がゆく2 戦争勃発（1996年、東映Vシネマ）※帆苅幸雄担当
- 龍神三兄弟（2000年、ミュージアム）※佐々木英世・小川広美担当

### TVドラマ
- スクール・ウォーズ2（TBS）
- 裏刑事-URADEKA-（ANB）※佐々木英世・小川広美担当
- ララバイ刑事（ANB）※佐々木英世・丹雄二担当
- 赤い霊柩車シリーズ（CX）
- 金田一少年の事件簿（NTV）※小川広美担当
- 銀狼怪奇ファイル（NTV）※小川広美担当
- ストーカー 誘う女（TBS）
- サイコメトラーEIJI（NTV）※小川広美担当
- ぼくらの勇気 未満都市（NTV）※小川広美担当
- D×D（NTV）※小川広美担当
- LOVE&PEACE（NTV）※小川広美担当
- ハルモニア この愛の涯て（NTV）※小川広美担当
- ケイゾク（TBS）※小川広美担当
- 池袋ウエストゲートパーク（TBS）※小川広美担当
- スカイハイ（ANB）※小川広美担当
- TRICK（ANB）※小川広美担当
- 超星神グランセイザー（TX）※小川広美担当・東宝サウンドスタジオと共同担当
- 風魔の小次郎（UHF）※小川広美担当
- 土曜ワイド劇場 西村京太郎トラベルミステリーシリーズ（EX）
- 相棒（ANB）※佐々木英世(Season1、6、7)・小川広美担当(Season7、8)・大泉音映と共同担当
- 侍戦隊シンケンジャー（EX）※小川広美担当・大泉音映と共同担当
- 天装戦隊ゴセイジャー（EX）※小川広美担当・大泉音映と共同担当
- 妄想捜査〜桑潟幸一准教授のスタイリッシュな生活（EX）※西村洋一担当
- 神話戦士ギガゼウス（KTV）
- あなたには帰る家がある（TBS）※西村洋一担当

### TVアニメ
- こどものおもちゃ（TX）※岡瀬晶彦担当（#1～5のみ）

### ビデオアニメ
- サンタクロースつかまえた!（ポニーキャニオン） ※佐々木英世担当

### オーディオドラマ
- Webラジオ マリア様がみてる ※西村洋一担当
- CLANNAD 光見守る坂道で ※西村洋一担当